# ジョン・ハガー
ジョン・ハガー（Jonathan "Jon" Hugger、1977年4月20日 - ）は、アメリカ合衆国のプロレスラー。ジョージア州アトランタ出身。WCW時代にジョニー・ザ・ブル（Johnny The Bull）、WWE時代にジョニー・スタンボリー（Johnny Stamboli）のリングネームで活動。現在はTNA所属時に用いた怪奇派マスクマンギミックであるレリック（Rellik）というリングネームで活動している。　

## 来歴
WCWのプロレスラー養成所であるWCWパワープラント出身で、ポール・オーンドーフによってレスラーとしての基礎トレーニングを受けた。
1999年、WCWデビュー。ビッグ・ヴィトーと共にイタリア系アメリカ人のタッグチーム、ママルークスを結成し、ジョニー・ザ・ブルのリングネームで活動。2000年にはチャック・パルンボやショーン・オヘアらと共にナチュラル・ボーン・スリラーズを結成して活躍。
WCW崩壊後の2001年にWWE（当時WWF）と契約。しかし、アライアンスのメンバーには選ばれず、同じくWCWから契約を交わした数人の若手選手（カズ・ハヤシ、ジェイミー・ノーブルなど）と共に、WWEのファーム団体HWAで再修行することになった。
2002年より1軍登録され、6月30日にジョニー・スタンボリーのリングネームでデビュー。以降はSmackDown!所属となり、ナンジオ、チャック・パルンボら同じイタリア系選手と共に、ヒール・ユニットのFBI（Full Blooded Italians）を結成。ジ・アンダーテイカーらと抗争する。この当時、自分の体格をはるかに上回るリキシをリフトアップするなどして観客の度肝を抜いた。
2004年11月4日にWWEを解雇され、同月より全日本プロレスにマスクマン「GREAT MUTA」として登場。ラブマシンズの一員として全日本プロレス本隊と抗争する。本家グレート・ムタ対GREAT MUTAという異色対決が行われるも敗退。その後ラブマシンズから戦力外通告を受けたことにより、WWE時代のリングネームジョニー "ザ・ブル" スタンボリーとして全日本参戦。TARUと結託し、ヒール・ユニットのVOODOO-MURDERSを結成、初期メンバーとして活動。WCWで共に活動したチャック・パルンボとFBIを再結成し、タッグを組むことも多かった。
全日本離脱後、NWE（Nu-wrestling Evolution）にてチャック・パルンボとFBIを再結成し、CMLLではWCWで共に活動したマーク・ジンドラックとタッグを組んで活動。また、アリゾナ州を拠点としているインディー団体であるIZW（Impact Zone Wrestling）に参戦した際、1980年に放映したホラー映画、シャイニングの登場人物である殺し屋をモチーフとしたギミックであるレッドラムという怪奇派マスクマンとして活動。
2007年7月31日収録のWWE・SmackDown!にて、リングネーム不詳としてダーク・マッチに出場し、チャボ・ゲレロを破っている。なお、試合はレッドラムの姿で戦った。その後WWEから再雇用を持ちかけられたが、本人が断っている。
WWE離脱後、TNAと契約を交わし入団。IZWで使用したギミックであるレッドラムを応用した怪奇派マスクマン、レリックのリングネームでハードコアマッチなどで活躍の場を設けるが目立った活躍を見せることができず、2008年6月にTNAとの契約を解消した。
2010年にはLucha Libre USAに参戦し、TNA時代に使用したギミックであるレリックの名でシディスティコとのタッグで活動。また、Lucha Libre USAと並行してFSW（Future Star or Wrestling）やEXW（Elite Xtreme Wrestling）などのインディー団体にレリックとWCW時代に使用していたジョニー・ザ・ブルのリングネームで参戦している。

## リングネーム
ハガーが用いたことがあるリングネーム
- レリック（Rellik）
- レッドラム（Redrum）
- ジョニー・ザ・ブル（Johnny The Bull）
- ジョニー・スタンボリー（Johnny Stamboli）
- ジョニー "ザ・ブル" スタンボリー（Johnny "The Bull" Stamboli）
- GREAT MUTA（全日本プロレス版） : 2004年の世界最強タッグ決定リーグ戦からグレート・ムタ戦までの間マスクマンとして活動。

## 得意技
デーモン・ドライバー
現在使われているフィニッシャー。いわゆるスパイク・リバース・パイルドライバー。
シックル
ランニング・ラリアット
ジェノサイド・ドライバー
ミリタリー・プレス。以前はフォーゲット・アバウト・イットという技名で使われていた。
ダイビング・レッグドロップ
スイングDDT
キス・オブ・デス
チャック・パルンボとの合体技。パルンボのバックブリーカーからスタンボリーのセカンドロープからのダイビング・レッグドロップ。

## 獲得タイトル
WWE
- WWEハードコア王座 : 3回

WCW
- WCW世界タッグ王座 : 2回（w / ビッグ・ヴィトー）
- WCWハードコア王座 : 1回

HWA
- HWAヘビー級王座 : 2回

IZW
- IZWヘビー級王座 : 1回